# 1933 au théâtre
| Années du théâtre : 1930 - 1931 - 1932 - 1933 - 1934 - 1935 - 1936    |
| Décennies du théâtre : 1900 - 1910 - 1920 - 1930 - 1940 - 1950 - 1960 |

Cet article présente les faits marquants de l'année 1933 au théâtre.

## Pièces de théâtre représentées
- 17 février : création de Mandarine de Jean Anouilh, Théâtre de l'Athénée
- 23 février : Cette nuit là… de Lajos Zilahy, Théâtre de la Madeleine
- 1er mars : Intermezzo de Jean Giraudoux,  Comédie des Champs-Élysées
- 7 juin : Création du ballet Die sieben Todsünden au théâtre des Champs-Élysées.

- La Femme en blanc de Marcel Achard, Théâtre Michel

## Naissances
- 10 février : Mikhaïl Rochtchine, dramaturge soviétique.
- 28 avril : Walter Schmidinger, acteur autrichien.
- 30 mars : Jean-Claude Brialy, acteur, réalisateur, scénariste et écrivain français.
- 9 avril : Jean-Paul Belmondo, acteur français, également producteur de cinéma et directeur de théâtre.
- 22 juin : Jacques Martin, imitateur et présentateur à la télévision française.
- 13 octobre : Mark Zakharov, directeur du théâtre du Lenkom.
- 19 décembre : Galina Voltchek, directeur du théâtre Sovremennik.